# Нижняя Маза (Воронежская область)
Нижняя Маза — село Верхнехавского района Воронежской области.
Входит в состав Верхнемазовского сельского поселения.

## География

### Улицы
- ул. Комсомольская.

## Население
| 2000 | 2005 | 2010 |
| ---- | ---- | ---- |
| 92   | ↗102 | ↘89  |